# Aymaria conica
Aymaria conica is een spinnensoort uit de familie trilspinnen (Pholcidae). De soort komt voor op de Galapagoseilanden en is de typesoort van het geslacht Aymaria.